# Rezerwat przyrody Wilcze Błoto
Rezerwat przyrody Wilcze Błoto – torfowiskowy rezerwat przyrody położony w gminie Wieleń, powiecie czarnkowsko-trzcianeckim (województwo wielkopolskie).
Powierzchnia: 3,27 ha (akt powołujący podawał 2,51 ha). Wokół rezerwatu utworzono otulinę o powierzchni 8,74 ha.
Rezerwat został utworzony w 1968 roku w celu ochrony zbiorowiska roślinności bagiennej i torfowiskowej.

## Podstawa prawna
- Zarządzenie Ministra Leśnictwa i Przemysłu Drzewnego z dnia 5 października 1968 r. w sprawie uznania za rezerwat przyrody (M. P. z 1968 r. Nr 43, Poz. 304)
- Obwieszczenie Wojewody Wielkopolskiego z dn. 4.10.2001 r. w sprawie ogłoszenia wykazu rezerwatów przyrody utworzonych do dn. 31.12.1998 r.
- Zarządzenie Nr 38/11 Regionalnego Dyrektora Ochrony Środowiska w Poznaniu z dnia 1 września 2011 r. w sprawie rezerwatu przyrody „Wilcze Błoto”